# بطارية الأميرة كارولين

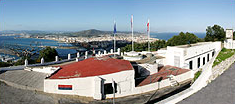
بطارية الأميرة كارولين

بطارية الأميرة كارولين (بالإنجليزية: Princess Caroline's Battery)‏ هي بطارية مدفعية خاصة بجبل طارق، وتقع في شمال محمية شانغ جو يان، ويلتحم هذا الجزء من البطارية المدفعية مع بطارية بالأميرة آننا. اتخذت اسمها من اسم الأميرة كارولين ابنة جورج الثاني ملك بريطانيا العظمى. تم بناؤها عام 1732، ثم بعد ذلك تم اصلاحها أول مرة عام 1905. بعد ذلك تم ايقاف استخدامها، وتم تدمير ما يعلوها من أسلحة.